# Dalbergiella
Dalbergiella es un género de plantas con flores  perteneciente a la familia Fabaceae. Comprende 4 especies descritas y de estas, solo 3 aceptadas.

## Taxonomía
El género fue descrito por Edmund Gilbert Baker y publicado en J. Bot. 66 Suppl.: 127. 1928.

## Especies aceptadas
A continuación se brinda un listado de las especies del género Dalbergiella aceptadas hasta julio de 2014, ordenadas alfabéticamente. Para cada una se indica el nombre binomial seguido del autor, abreviado según las convenciones y usos.	
- Dalbergiella gossweileri Baker f.
- Dalbergiella nyassae Baker f.
- Dalbergiella welwitschii (Baker) Baker f.